# Toxomerus aeolus
Toxomerus aeolus är en tvåvingeart som först beskrevs av Hull 1942.  Toxomerus aeolus ingår i släktet Toxomerus och familjen blomflugor. Inga underarter finns listade i Catalogue of Life.